# Casino de Calais
 (mars 2017).
Si vous disposez d'ouvrages ou d'articles de référence ou si vous connaissez des sites web de qualité traitant du thème abordé ici, merci de compléter l'article en donnant les références utiles à sa vérifiabilité et en les liant à la section « Notes et références ».
Le casino de Calais est un casino situé à proximité du vieux port de Calais, dans le département du Pas-de-Calais en région Nord-Pas-de-Calais. Il dispose d’un restaurant et d’un club, le Chatham. De nombreux événements comme des spectacles, cours de danse, soirées à thème sont proposés.

## Histoire
Au XIXe siècle, les bains de mer prennent de l’importance et les villes en bord de mer attirent de plus en plus de villégiateurs. Pour répondre à cette nouvelle clientèle, Calais entreprend des projets d’aménagement de sa commune. Dès 1835, le projet de création d’un établissement de bains est étudié. Ce bâtiment appelé « Établissement de bains de mer à la lame »  considéré comme le premier casino de la ville est construit sur les plans de M. Vilain. Il est inauguré le 1er juin 1837 et on le surnomme le « Sableville » car il domine la plage[réf. nécessaire].
Ce casino disposait de nombreux équipements : des chambres de repos, une salle de lecture, un salon, une salle de billard, un piano, un buffet, etc. Des tentes étaient disposées sur la plate-forme recouvrant l’édifice pour cacher les visiteurs du soleil.
Le restaurant et le kiosque furent ajoutés en 1869. Des évènements tels que des bals, fêtes, concerts étaient régulièrement organisés. Le projet d’introduire des chalets fut étudié mais la guerre franco-prussienne empêcha ce projet. Après le conflit qui modifia l’aménagement de la ville et du port, une courtine et un fossé furent installés séparant ainsi le casino de la mer. L’accès au casino fut donc considérablement réduit ce qui, conjugué au fait que seules les constructions en bois ne fussent autorisées, ne permit pas au casino de connaitre un succès fulgurant.
Lors d’un voyage, Achille Bresson se rendit à Calais et constata le potentiel de la ville, notamment de sa plage. En 1892, il obtint une concession de 25 ans de la société des bains. Il acheta un pavillon en bois exposé lors de l’exposition universelle de 1889 et un casino qui ouvrit ses portes en 1893. Ce casino comprenait un music-hall pour les concerts, pièces de théâtre, un dancing au premier étage, une salle des petits chevaux remplacée par la suite par le jeu de la boule, un salon ouvert aux expositions. Le bâtiment central datant de 1896 comprenait les services offerts par le casino : comptoirs de pâtisserie, salle de restaurant avec terrasse donnant sur la mer.
Il connaît un succès grandissant avec l’aménagement de l’avenue de la plage, la construction du pont Henri-Hénon et du pont de la plage, le remplacement de la passerelle en bois et l’arrivée des tramways jusqu’à la plage, qui facilitent son accès.
Lors de la reconstruction de Calais-Nord après 1945, le casino se fixe rue Royale, dans un bâtiment relativement neutre, noyé dans l'enfilade des habitations et des commerces de cette artère bien éloignée du littoral.
Comme ses voisins, les casinos de Boulogne, du Touquet et de Berck, il appartient désormais au Groupe Partouche.

## Pour approfondir